# 正史
正史（せいし、特に後述する「断代史」の形式をとる正史）とは、
1. 東アジア諸国において、主に国家によって公式に編纂された自王朝以前の歴史書のことである。中国の二十四史が代表的なものとしてあげられる。漢籍の四部分類では「史部正史類」に分類される[1]。
2. その国の政府が正統と認め、対外的に主張し、また教育する自国の政治の流れ。

以下では主に1.について述べる。対義語は野史（民間で編まれた史書）。

## 概要
その名から「正しい歴史」の略語と勘違いされることもあるが、中国文学者の高島俊男が「正史の正は正しいの意味ではなく、正式の正である」と述べたようにあくまでその時代の政府によって作られた歴史書であり、野史よりは正確であるとされ、歴史著述の基礎史料とされる。しかしながら、政府に都合の悪いことは記さなかったり、或いは抜け落ちた史実もあるため、歴史学的には正史だからといって正確性が保証されたものではないとされる。

## 正史の信憑性について
正史は果たして信じるべきか否かも古くから議論されていた。清の歴史学者の趙翼は二十二史箚記に於いて正史どうしが撞着していることがあること、こういう場合は史料を検討して史実を判断すべきだと説いた。趙翼は正史は野史から作られたもので、「正史に採用されず、野史にのみ残ったものは史料価値が低い、だから正史を基礎として判断すべきだが、正史同士で食い違いが生ずる場合は検討して判断するしか無い」と述べている。
更に時代が進んで現代の歴史学になると、正史そのものも疑わしいとか、特に古代史においては考古学の成果も見るべきだということになった。以下、その例を挙げる。
- 日本最古の正史は『日本書紀』であるが、文献史学的にも津田左右吉によって架空の天皇の事績が書かれていると疑われており[4]、20世紀以降の天文物理学的な見地や放射性炭素年代測定を用いた科学的な測定により、相当量の虚構が含まれていることが明らかになっている。
- 正史史記の「夏本紀」「殷本紀」「周本紀」は中華思想の正統概念によって書かれている為、秦漢以降の統一王朝のような書かれ方をしているが、実態は都市国家だったはずで、甚だ疑わしい。特に「夏本紀」は洪水制圧の神話が主となっており、夏王朝の遺跡はまだ発見されておらず歴代夏王の実在性すら疑わしいと岡田英弘は指摘している[5]。
- 正史明史の「日本伝」は戦国時代の日本について書かれたものであるが、「豊臣秀吉は薩摩の人で、木の上に住んでいたので木から降りてきて木下人を名乗った」「織田信長は山城を本拠地としていた」など、日本史に関する基礎的な誤りが非常に多い。現代の歴史学者・鄭樑生の研究によれば、四十六箇所も誤りがあるという[6]。

なお、正史に相対するものは一般的には偽史ではなく野史（民間で編まれた史書）である。いずれにせよ、歴史の事実を引き出すには歴史学の手法に則った厳密な史料批判、科学的な測定による精査が必要である。

## 中国の正史
中国では、当初は『春秋』のように編年体の史書が一般的であったが、司馬遷の著した『史記』以来、紀伝体が盛んに行われるようになった。史記を継いで前漢王朝一代の歴史書とした班固の『漢書』からは王朝ごとに時代を区切った紀伝体の史書（いわゆる「断代史」）の体裁が流行した。しかし、「史記」「漢書」をはじめ、西晋の陳寿が書いた『三国志』、宋の范曄が書いた『後漢書』、梁の沈約が書いた『宋書』など、当初の紀伝体史書はみな個人の撰であった。
『四庫全書総目提要』史部総叙では、「唐までは史通を見ると紀伝体と編年体を両方正史として扱っていたようだ。しかし、紀伝体の史書が相次いで現れたために、正史といえば紀伝体の史書ということになってしまった」と述べている。
唐に至って、歴史書を編纂する事業は国家の事業となり、『晋書』『梁書』『陳書』『周書』『隋書』などが次々と編纂され、これまでの紀伝体の史書のうち史記や漢書、三国志などとあわせて「正史」とした。これらの正史はそれぞれの国に都合良く書かれており、例えば唐が隋に反乱を起こしたことも自己正当化され、隋の煬帝も元々明帝という諡だったのを消してしまい、煬帝が古今未曾有の悪人に仕立てられてしまっていると布目潮渢は批判している。宋の歴史家鄭樵は「『隋書』では後に唐を建国した李淵が反乱を起こしたのを義軍だと言っているが、（そもそも隋の家臣だった）李淵が反乱を起こして主君を打倒することを正義とする根拠がどこにあるのか？」と批判している。
こうして唐以降、正史は王朝の支配の正統性を明らかにする宣伝文書の色彩が色濃くなり、歴史書としては堕落したとされる。
後世では唐にならい、王朝が成立すると、滅亡した前王朝の正史を編纂させるようになった。このため、正確さよりも政治的思惑が最優先されて歴史書としての価値は大きく損なわれる事になった。歴史学者の岡田英弘は、「科挙に合格した高級文官の官僚が儒教に基づいて書くようになったため、軍事面がほとんど軽視されるようになり、政治を動かす軍人の言い分がほとんど正史に残らなくなった。また頭の中が儒教経典で凝り固まった官僚が中華思想に基づいて書くために、唐の皇帝が中央アジアを支配してもそのことを軽視するなど、記載が非現実的になってしまった」と嘆いている。実際、後世の歴史小説楊家将演義・水滸伝・説岳全伝（岳飛伝）の元ネタになった宋代の武将たちの伝記も、『宋史』ではほとんど簡単にしか記されず、楊業・呼延賛・岳飛の列伝はひどく短く、ほとんど内容がない。またチンギス・カンの伝記である『元史』太祖本紀に至っては「チンギス・カンは大変優秀な人物だったが、史料がなくこの程度しか書けないのは本当に惜しいことだ」と編者宋濂が悲しんでいるほど内容が乏しい。映画や小説などになっているチンギス・カンが騎馬民族と戦って妻のボルテを取り返すような話や、中央アジア遠征をするなどの英雄譚は正史由来ではなく、ほとんど野史・実録の『元朝秘史』（もしくは異本ではないかとされる『聖武親征録』）に依拠している。小林高四郎の研究によると、元史太祖本紀は『聖武親征録』をかなり省略していることがわかっている。
唐代以前の中国の正史は歴史文学としての側面もあり、文学性も高かったが、「唐代以降は官位の等級が一定のランクを超えると、機械的に正史の列伝に記載されるようになったので、平凡で退屈な記載がなされるようになった。このため、歴史文学・伝記文学を志向する文学者は『碑誌行状』（ひしぎょうじょう）といわれる個人の伝記を私小説的に書くようになった」（要約）と中国文学者の吉川幸次郎は述べている。
唐代以降は、正史が編纂される手法も確立される。朝廷内で皇帝に侍る史官が、皇帝および国家の重大事を記録する「起居注」を蓄積し、皇帝が崩御すると、代ごとに起居注をまとめた「実録」が編纂される。王朝が滅んだ際には次に正統を継いだ王朝が国家事業として、前王朝の皇帝ごとの実録を元に正史を編纂する、というのが大まかな手順である。このため、たとえば正史の「明史」よりも「明実録」の方が記録は詳細に残されている。史料としては、実録が1次史料、正史が2次史料ということになるが、どちらがより真実に近いかはそれぞれの史料によって異なるが、いずれにせよ皇帝と側近の少数の官僚だけで政策の意思決定をしており、その決定過程はほとんど正史にも実録にも残らなくなっていった。
清のとき、二十四書が正史として再度選ばれ、「二十四史」と呼ばれるようになったので、中国の正史といえば普通二十四史を指す。二十四史に、中華民国期に編纂された『新元史』や『清史稿』を含めて「二十五史」あるいは「二十六史」という呼び方も見られる。また、中華民国政府によって、正史としての『清史』（実際は『清史稿』の改訂）が編纂されたが、中華人民共和国政府はこれを認めていない。中華人民共和国は国家清史編纂委員会を立ち上げ、独自の『清史』を2002年より編纂中。当初は2013年の完成を予定していたが、内容に万全を期すため、完成は何度か先送りされている。2023年現在、原稿は完成したが、「中国政府から『清王朝が中華民族ではなかったことを書いてはいけない』と物言いが付き、未だ公開されていない」とシンガポール紙星島日報は伝えている。

### 中国の正史以外の重要な歴史書
- 資治通鑑 - 北宋の司馬光の編。五代までの歴史を編年体に編集した歴史書。好評だったために続編が次々に作られ、南宋の李燾の続資治通鑑長編（中国語版）、清の畢沅の続資治通鑑などがある。さらに、これら続編もまとめてダイジェストした乾隆帝勅撰の御批歴代通鑑輯覧（中国語版）のような本まで出た。
- 書経（尚書） - 編纂者は不明。伝説上の 堯、舜の時代から周王の事績等が記されている。中国史のおける最古の歴史書である。

## 日本の正史
日本では7世紀前半にまとめられた「帝紀」「旧辞」が国家による歴史書編纂の始まりである。その後、漢文による正史の体裁で8世紀前半に編年体で『日本書紀』が成立した。それ以後続けて編年体の正史が作られたが、続日本紀以後は、編年体を基本としながらも人物の薨去記事に簡単な伝記を付載する「国史体」とよばれる独自のスタイルが確立した。これらは六国史と呼ばれているが、901年に撰された『日本三代実録』（858年から887年までの30年間の歴史書）を最後に、朝廷による正史編纂事業は行われても完成をみることはなくなった。未完で終わったものとして「新国史」があり、その草稿の逸文が残っている。明治維新後にも正史編纂事業が進められ、漢文体の大日本編年史が企画されたものの、その編纂方針をめぐる対立や、編纂の中心となっていた久米邦武の筆禍事件により中止され、代わりに大日本史料が編纂されることとなった。 

### 六国史
- 『日本書紀』
- 『続日本紀』
- 『日本後紀』
- 『続日本後紀』
- 『日本文徳天皇実録』
- 『日本三代実録』

### 未完
- 新国史（続三代実録）
- 本朝世紀 - 鳥羽上皇が六国史を継ぐ国史として作らせた史書。未完。

### 武家政権による史書
- 吾妻鏡 - 鎌倉幕府の編年体・日記体裁の史書。
- 本朝通鑑 (1670) - 林家が編纂した江戸幕府による編年体の通史。神代から後陽成天皇の代までを扱う。
- 後鑑 (1853) - 江戸幕府による室町幕府の史書。
- 朝野旧聞裒藁 (1842) - 江戸幕府による徳川氏創業史。
- 徳川実紀 (1844) - 江戸幕府による初代徳川家康から第10代徳川家治までの時代を扱った実録集。正式名は『御実紀』。

その他、江戸時代の諸藩では伊達藩の伊達治家記録、貝原益軒の黒田家譜のような藩ごとの歴史書が編まれた。これを「藩の正史」ということがある。

### 大日本帝国による史書
- 大日本史料 - 明治天皇の御沙汰書を端として、帝国大学文科大学史料編纂掛（東京大学史料編纂所）により編纂開始。戦後も編纂が続けられており、六国史以降の史料をまとめている。

### 明治維新後宮内庁内部の事業
- 孝明天皇紀
- 明治天皇紀
- 大正天皇実録
- 昭和天皇実録

### 日本の正史以外の重要な歴史書
- 古事記 - 『日本書紀』に先んじると序文に謳われている史書。ただし正史ではない。岡田英弘は後世の偽作ではないかとしている。[要出典]古事記#偽書説も参照。
- 上宮聖徳法王帝説 - 『日本書紀』の同時代について違う記述を含む。
- 類聚国史 - 菅原道真撰、六国史の類書。
- 日本紀略 - 六国史の抜粋だが、散逸した巻の概要や政治的に改竄された箇所の原文を含み貴重。
- 大日本史 - 水戸藩で編纂された紀伝体史書。
- 大日本野史 - 大日本史の続編として飯田忠彦が編んだ紀伝体史書。
- 読史余論 -　新井白石が日本史の大勢について論じたもの。
- 異称日本伝　-　日本古代史において、中国の正史を参考にすべきとした先駆的な業績。松下見林著。

## 琉球の正史
- 『中山世鑑』
- 『中山世譜』
- 『球陽』

## ベトナムの正史
- 大越史記（ベトナム語版、中国語版、英語版）（越: Đại Việt sử ký）
- 大越史記全書（越: Đại Việt sử ký toàn thư）
- 欽定越史通鑑綱目（ベトナム語版、中国語版、英語版）（越: Khâm định Việt sử Thông giám cương mục）
- 大南寔録（越: Đại Nam thực lục）

## 朝鮮の正史
朝鮮では、高麗の金富軾が作った高句麗・百済・新羅三国の紀伝体正史『三国史記』 (1145年) が最初の正史であり、現存する最古の歴史書である。高麗が李成桂の朝鮮にとってかわられると、中国の正史編纂にならって紀伝体の『高麗史』が作られた。『高麗史』の最大の特徴は、歴代の高麗王の記述が天子を意味する「本紀」ではなく、諸侯の歴史をさす「世家」となっていることである。これは中国の天子の歴史だけが「本紀」といわれるべきであり、高麗王は中華皇帝の諸侯である、という趣旨からである。またそれとは別に編年体の『高麗史節要』も作られた。20世紀初頭まで続いた李氏朝鮮では、各国王一代の編年記録（実録）が編纂されつづけ、『朝鮮王朝実録』と呼ばれているが、紀伝体による李氏朝鮮王朝の正史は作られていない。

### 朝鮮の正史以外の重要な歴史書
- 三国遺事 - 高麗の僧、一然 (1206 - 89) の編。三国史記と並ぶ三国時代の歴史を記述した歴史書。